# Ditiokarbaminiany

Ogólny wzór strukturalny estrów ditiokarbaminowych.

Ditiokarbaminiany – związki zawierające grupę funkcyjną o ogólnym wzorze R
2N−C(=S)−S−R i strukturze >N−C(=S)−S−.
Do związków tych należą:
1. Sole kwasu dimetyloditiokarbaminowego:
  - ziram (Zn)
  - febram (Fe)
2. Sole kwasu etylenobistiokarbaminowego:
  - maneb (Mn)
  - zineb (Zn)
  - nabam (Na)
  - mankozeb (Mn)
3. Dwusiarczki, np.
  - dwusiarczek czterometylotiuramu [disiarczek bis(dimetylotiokarbamoilu)] – TMTD (ang. tetramethylthiuram disulfide) o wzorze (CH3)2N-C(S)-S-S-C(S)-N(CH3)2.

## Właściwości
- rozpuszczalne w wodzie
- dobrze wchłaniają się przez przewód pokarmowy i układ oddechowy
- wybiórczo gromadzą się w tarczycy i gruczołach płciowych
- utrzymują się w organizmie 4–6 dni
- mała toksyczność dla ssaków (III klasa toksyczności)

## Mechanizm toksycznego działania
- powodują miejscowe podrażnienia i reakcje uczuleniowe
- blokują grupy SH enzymów i białek
- hamują aktywność enzymów cyklu kwasów trojkarboksylowych
- upośledziają metabolizm tkankowy
- hamują aktywność tyroksyny
- działają wolotwórczo